# Căiuți
Căiuți è un comune della Romania di 5 437 abitanti, ubicato nel distretto di Bacău, nella regione storica della Moldavia.
Il comune è formato dall'unione di 9 villaggi: Blidari, Boiștea, Căiuți, Florești, Heltiu, Mărcești, Popeni, Pralea, Vrânceni.